# John Hillcoat
John Hillcoat (né en 1961 au Queensland) est un cinéaste australien.

## Biographie
Né au Queensland en Australie, il a grandi à Hamilton au Canada. Il réalise de nombreux clips vidéo.
En 2005, il réalise le western La Proposition. En 2009, il réalise le road-movie La Route (The Road) adapté du best-seller homonyme du romancier américain Cormac McCarthy, avec Viggo Mortensen dans le rôle principal.

## Filmographie

### Cinéma
- 1988 : Ghosts… of the Civil Dead
- 1996 : To Have and to Hold
- 2005 : The Proposition
- 2009 : La Route (The Road)
- 2012 : Des hommes sans loi (Lawless)
- 2016 : Triple 9

Prochainement
- 2024 : Blood Meridian

### Clips vidéo
- 1995 : Siouxsie and the Banshees - Stargazer
- 1996 : Manic Street Preachers - Australia
- 1997 : Bush - Personal Holloway
- 1998 : Placebo - You don't care about us
- 1998 : Therapy? - Church Of Noise
- 1998 : Therapy? - Lonely, Cryin' Only
- 2001 : Depeche Mode - I Feel Loved
- 2001 : Depeche Mode - Freelove
- 2002 : Depeche Mode - Goodnight Lovers
- 2002 : Gemma Hayes - Hanging Around
- 2003 : Muse - Time Is Running Out
- 2003 : Nick Cave and the Bad Seeds - Babe I'm On Fire
- 2003 : AFI - Silver and Cold
- 2012 : How To Destroy Angels - Ice Age
- 2013 : Nick Cave and the Bad Seeds - Jubilee Street
- 2014 : Johnny Cash - She Used To Love Me a lot
- 2016 : Massive Attack - The Spoils

### Documentaires
- 1985 : The INXS: Swing and Other Stories
- 1997 : Alleys and Motorways documentaire sur le groupe Bush
- 2001 : Digital Hardcore Videos

### Film d'animation
- 2010 : Red Dead Redemption: The Man from Blackwater

## Distinctions
| Année | Prix                              | Nomination                 | Film                      | Résultat |
| ----- | --------------------------------- | -------------------------- | ------------------------- | -------- |
| 1989  | Australian Film Institute Awards  | Meilleur scénario original | Ghosts… of the Civil Dead | Nommé    |
| 1996  | Verona Love Screens Film Festival | Meilleur film              | To Have and to Hold       | Nommé    |
| 2005  | Australian Film Institute Awards  | Meilleur réalisateur       | The Proposition           | Nommé    |
| 2005  | Film Critics Circle of Australia  | Meilleur réalisateur       | The Proposition           | Nommé    |
| 2005  | Inside Film Awards                | Meilleur film              | The Proposition           | Lauréat  |
| 2005  | Inside Film Awards                | Meilleur réalisateur       | The Proposition           | Nommé    |
| 2009  | Mostra de Venise                  | Lion d'or                  | La Route                  | Nommé    |
| 2012  | Festival de Cannes                | Palme d'or                 | Des hommes sans loi       | Nommé    |